# 横浜市立富士見中学校
横浜市立富士見中学校（よこはましりつふじみちゅうがっこう）は横浜市中区山田町にあった公立中学校である。
現在は横浜市立横浜吉田中学校に合併されている。

## 沿革
1957年設立。2013年閉校。